# Lamelouze
Lamelouze is een gemeente in het Franse departement Gard (regio Occitanie) en telt 94 inwoners (2009). De plaats maakt deel uit van het arrondissement Alès.

## Geografie
De oppervlakte van Lamelouze bedraagt 8,8 km², de bevolkingsdichtheid is dus 10,7 inwoners per km².
De onderstaande kaart toont de ligging van Lamelouze met de belangrijkste infrastructuur en aangrenzende gemeenten.

## Demografie
Onderstaande figuur toont het verloop van het inwonertal (bron: INSEE-tellingen).